# 水中監視者
水中監視者（英語：Watcher in the Water）是托爾金小說中類似章魚的巨大生物，居住在摩瑞亞（Moria）西門旁的湖內。牠曾先後襲擊了矮人和魔戒遠征隊。
「水中監視者」是托爾金在小說中賦予此生物的唯一名稱。

## 總覽
水中監視者的觸手是綠色的且會發光，有著許多指尖。關於牠的來歷在小說中並無記載，僅是巫師甘道夫提及一段：「有某種東西從山底下爬了出來，或者說被趕出了黑色的湖水。這世上有比隱藏在黑暗地穴中的半獸人更古老更邪惡的東西存在。」
第三紀元2989年，巴林帶著一批矮人自孤山來到摩瑞亞試圖重整這個古老的矮人王國，但卻被該處的半獸人攻擊。2994年，矮人試圖從西門逃離摩瑞亞，卻被水中監視者阻住去路，歐音被牠給抓走了。
3019年，魔戒遠征隊在甘道夫帶領下來到摩瑞亞西門，因波羅莫丟石頭（在電影則是皮聘和梅里）驚動了水中監視者，在一行人即將進入摩瑞亞時，水中監視者襲擊了佛羅多並試圖將他拖下水，但被山姆救下。遠征隊進入摩瑞亞後西門便自動關閉，阻擋了水中監視者的攻擊。托爾金在小說中有暗示水中監視者攻擊魔戒持有者的目的是為了奪取至尊魔戒。

## 推測
托爾金從未在原著中闡明水中監視者所屬的具體種族，後世有幾位作家對此作出推測。作家大衛·戴認為水中監視者是海怪。另名作家托尼·泰勒則在其著作中推測水中監視者是隻冰龍。

## 改編描述
彼得·傑克森執導的電影《魔戒首部曲：魔戒現身》（2001年）裡水中監視者亦有出場，相較小說與遠征隊有了更多的戰鬥。在電影後製過程中，水中監視者的吼叫聲是由海象的叫聲混音合成的。
此外水中監視者也出現在《魔戒首部曲：魔戒現身》和《指环王Online：莫里亚矿坑》等電子遊戲作品中。